# Katie Chapman
Katie Sarah Chapman (Bermondsey, Inglaterra; 15 de junio de 1982) es una futbolista inglesa. Juega como centrocampista y su equipo actual es el Chelsea L.F.C. de la Women's Super League de Inglaterra.

## Clubes
| Club               | País           | Año         |
| ------------------ | -------------- | ----------- |
| Millwall Lionesses | Inglaterra     | 1996 - 2000 |
| Fulham W.F.C.      | Inglaterra     | 2000 - 2004 |
| Charlton Athletic  | Inglaterra     | 2004 - 2006 |
| Arsenal L.F.C.     | Inglaterra     | 2006 - 2010 |
| Chicago Red Stars  | Estados Unidos | 2010        |
| Arsenal L.F.C.     | Inglaterra     | 2010 - 2013 |
| Chelsea L.F.C.     | Inglaterra     | 2014 -      |

## Palmarés

### Campeonatos nacionales
| Título               | Club               | País       | Año     |
| -------------------- | ------------------ | ---------- | ------- |
| FA Women's Cup       | Millwall Lionesses | Inglaterra | 1996-97 |
| FA Women's Cup       | Fulham W.F.C.      | Inglaterra | 2001-02 |
| FA Women's Cup       | Fulham W.F.C.      | Inglaterra | 2002-03 |
| FA Women's Cup       | Arsenal L.F.C.     | Inglaterra | 2006-07 |
| FA Women's Cup       | Arsenal L.F.C.     | Inglaterra | 2007-08 |
| FA Women's Cup       | Arsenal L.F.C.     | Inglaterra | 2008-09 |
| Women's Super League | Arsenal L.F.C.     | Inglaterra | 2011    |
| Women's Super League | Arsenal L.F.C.     | Inglaterra | 2012    |
| Women's Super League | Chelsea L.F.C.     | Inglaterra | 2015    |
| FA Women's Cup       | Chelsea L.F.C.     | Inglaterra | 2015    |

### Campeonatos internacionales
| Título            | Club                    | Sede       | Año     |
| ----------------- | ----------------------- | ---------- | ------- |
| Liga de Campeones | Arsenal L.F.C.          | Inglaterra | 2006-07 |
| Copa de Chipre    | Selección de Inglaterra | Chipre     | 2009    |
| Copa de Chipre    | Selección de Inglaterra | Chipre     | 2015    |